# Chemogramm

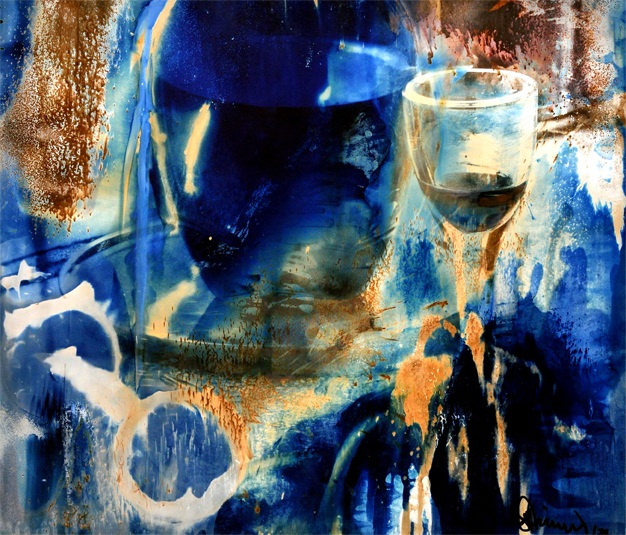
Josef H. Neumann: Gustav I (1976)

Ein Chemogramm (von „Chemie“, „Optik“ und grámma „Buchstabe“, „Schrift“) ist ein experimentelles Kunstwerk, bei dem ein fotografisches Bild teilweise oder vollständig in der Dunkelkammer auf Fotopapier vergrößert wird und anschließend bei Tageslicht selektiv mit Chemikalien aus der Fotoentwicklung auf dem Fotopapier gemalt wird. Aufgrund der Herstellungstechnik sind Chemogramme der abstrakten Fotografie zuzuordnen. Chemogramme wurden 1974 von dem Fotokünstler Josef H. Neumann erfunden.

## Geschichte

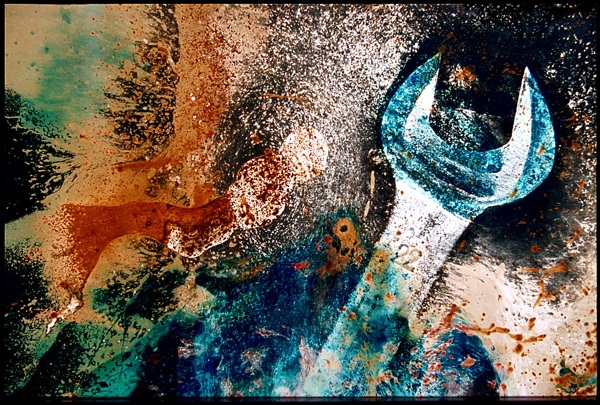
Josef H. Neumann: Traumarbeit (1976)

Chemogramme sind eine Weiterentwicklung von Chemigrammen, die 1956 ursprünglich von dem belgischen Künstler Pierre Cordier präsentiert wurden. Wohl unter Einfluss des Dresdner Malers Edmund Kesting, der schon sechs Jahre zuvor, im Jahre 1950, auf Schwarzweiß Fotopapier mit Fotochemikalien experimentierte und seine so entstandenen Werke unter dem Begriff „Chemische Malerei“ vorstellte.
Obwohl Johann Schulze, Hippolyte Bayard, Maurice Tabard und eben Edmund Kesting schon vorher Experimente durchgeführt hatten, um chemigramm-artige Bilder herzustellen, wird Pierre Cordier als Pionier des Chimigramms angesehen, was die Entwicklung des Chemigramms als Mittel künstlerischen Ausdrucks betrifft.
Der Begriff „Chemogramm“ wurde – abweichend von dem bis dahin bekannten Ausdruck „Chemigramm“ des belgischen Künstlers Pierre Cordier – 1974 von dem Fotodesigner Josef H. Neumann aus Dortmund geprägt. Er hatte die Technik Chimigramme herzustellen bei seinem Professor Pan Walther erlernt, der sie wiederum von dem ebenfalls aus Dresden stammenden Künstler Edmund Kesting übernommen hatte.
Neumann arbeitete jedoch nicht nur mit Pinsel oder Wattebausch auf Schwarzweiß-Fotopapier, sondern belichtete auch während des Prozesses Fotos. So unterscheidet sich dieses Chemogramm Neumanns Anfang der 1970er Jahre von dem zuvor, über Jahrzehnte geschaffenen kameralosen Fotogramm. Diese Kunstwerke wurden fast zeitgleich mit der Erfindung der Fotografie im 19. Jahrhundert von verschiedensten wichtigen Künstlern, wie herausragend in der Anfangsphase Hippolyte Bayard, Thomas Wedgwood, William Henry Fox Talbot und später in den 1920er Jahren Man Ray und László Moholy-Nagy sowie in den 1930er Jahren durch die Maler Edmund Kesting und Christian Schad inszeniert, indem sie Objekte direkt auf entsprechend sensibilisierten Fotopapier drapierten und mit Hilfe einer Lichtquelle, ohne Einsatz einer Kamera, abbildeten. Da der erstmalige gleichzeitige Einsatz von Objektiven, neben dem Malen mit farblosen Chemikalien auf dem Schwarzweiß Fotopapier und den so von Neumann entwickelten Chemogrammen, ein Novum darstellt und der Entstehungsprozess für ihn eine bestimmende Rolle spielte, ersetzte Neumann zur Abgrenzung, sowohl zum Fotogramm und in dem ursprünglichen Begriff „Chemigramm“ dort den Buchstaben „i“ durch ein „o“. Erste Werke dieser Technik entstanden an der Fachhochschule Dortmund in den Jahren 1974 bis 1976. Neumann stellte Chemogramme erstmals 1976 in der „Fotografik Studio Gallerie Prof.Pan Walther “ in Münster aus.

## Herstellung
Ein Chemogramm ist ein Produkt, das durch Einbelichtung und Malen auf Fotopapier entstanden ist. Anders als bei Chemigrammen besteht der Herstellungsprozess aus zwei Schritten. Zuerst wird in der Dunkelkammer mit einem Vergrößerungsgerät ein fotografisches Bild teilweise oder vollständig auf das Fotopapier einbelichtet. Sobald das Bild die gewünschte Entwicklungsstufe erreicht hat, wird der Entwicklungsprozess abgebrochen und das Fotopapier wird in einem zweiten Schritt bei Tageslicht mit Entwickler und Fixierer (oder weiteren Chemikalien) behandelt. Die Prozedur kann so lange wiederholt werden, bis das Chemogramm fertig ist.
Während des ersten Produktionsschrittes hatte der Künstler Josef H. Neumann die vollständige Kontrolle über die Auswahl des Bildmotivs und die Länge der Einbelichtung, wohingegen er beim zweiten Schritt nur Kontrolle darüber hatte, an welchen Stellen er die zunächst noch farblosen Chemikalien auftrug. Die genauen Reaktionen der Chemikalien, die letztlich die Farbgebung an diesen Stellen bewirkten, blieben zunächst weitestgehend unvorhersehbar. Somit entstanden diese ersten von Josef H. Neumann hergestellten Chemogramme, (1974–1978) als, nicht im originären Schaffensprozess reproduzierbare, absolute Unikate. Innerhalb des Chemogramm von Josef H. Neumann wird 1974 die bis zu diesem Zeitpunkt vorhandene Lücke zwischen den künstlerischen Medien Malerei und Fotografie erstmals kunsthistorisch relevant geschlossen.
Digitales Chemogramm 
Im September des Jahres 2018 veröffentlichte das Museo de Arte Moderno in Bucaramanga, Colômbia, weitere Chemogramme des Foto Künstlers Josef H. Neumann, die er, unter Einfluss der inzwischen digitalen Techniken und Einsatz eines "digitalen Pinsels" am Computer, "digitale Chemogramme" nannte.

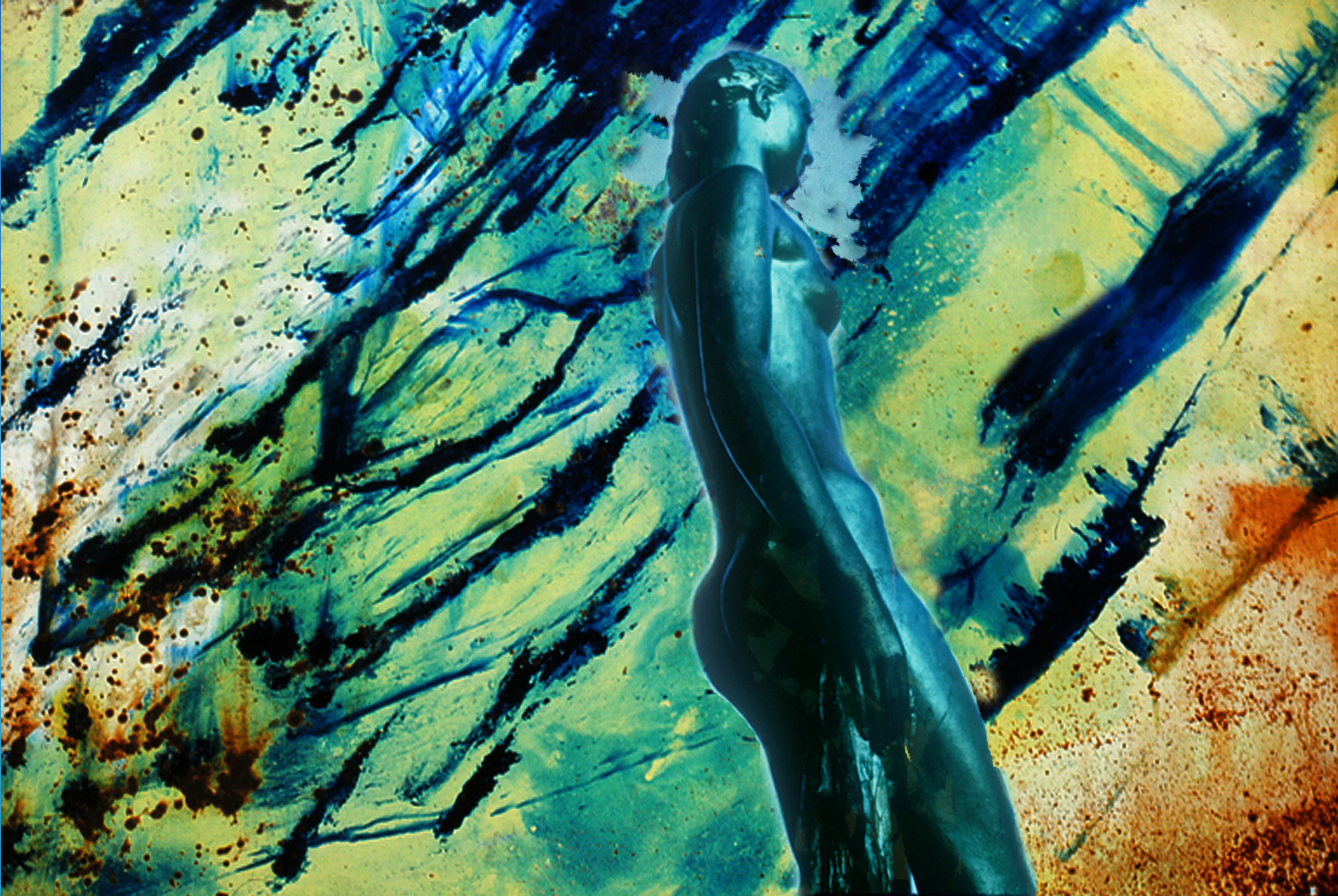
Josef H. Neumann: '<dig Chemogramm> 'Trocadero Paris' (2017)